# جان لوك بيزوكي
جان لوك بيزوكي (مواليد 6 يوليو 1966) هو ملاكم مدغشقري، مثّل بلاده في الألعاب الأولمبية الصيفية 1984.

## روابط خارجية
جان لوك بيزوكي على موقع أوليمبيديا (الإنجليزية)